# Meu Abrigo (canção)
"Meu Abrigo" é uma canção do grupo brasileiro Melim.

## Lista de faixas
| Download digital |              |         |  |
| N.º              | Título       | Duração |  |
| 1.               | "Meu Abrigo" | 3:51    |  |

## Trilha Sonora de novelas
- O Sétimo Guardião[2]

## Desempenho nas tabelas musicais

### Paradas semanais
| Chart (2018)             | Maior posição |
| ------------------------ | ------------- |
| Brasil Hot 100 Airplay   | 56            |
| Brasil Hot Pop & Popular | 12            |
| Portugal                 | 27            |

## Prêmios e indicações
| Ano  | Prêmio                | Categoria             | Resultado |
| ---- | --------------------- | --------------------- | --------- |
| 2018 | Melhores do Ano       | Música do Ano         | Indicado  |
| 2018 | Caldeirão de Ouro     | Caldeirão de Ouro     | 7º Lugar  |
| 2019 | MTV Millennial Awards | Hit do Ano            | Indicado  |
| 2019 | Meus Prêmios Nick     | Hit Nacional Favorito | Indicado  |